# Dee-Ann Hansel
Dee Ann Hansel (11 juni 1962) is een tennisspeelster uit Atlanta in de Verenigde Staten van Amerika.